# Pterigofor

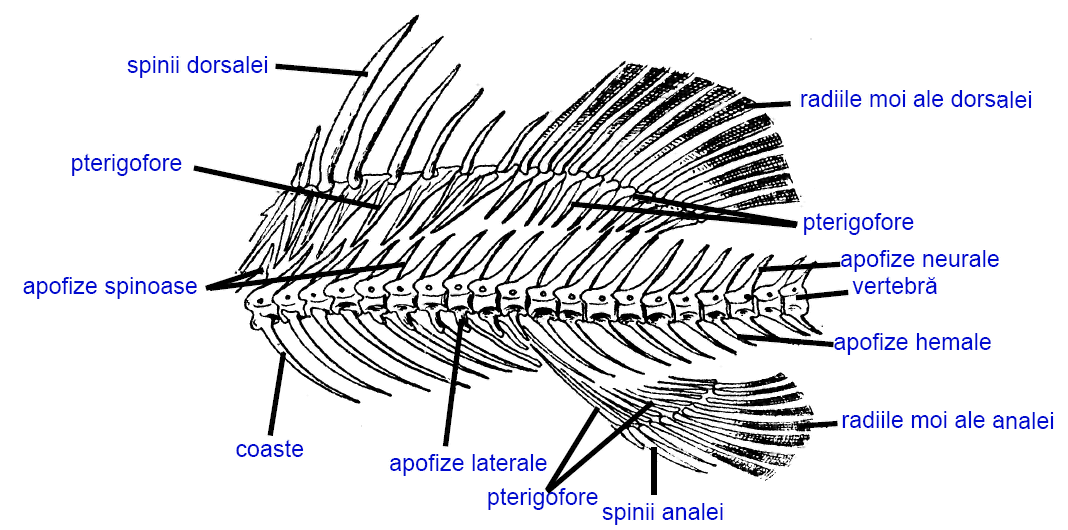
Scheletul înotătoarelor neperechi la peşti

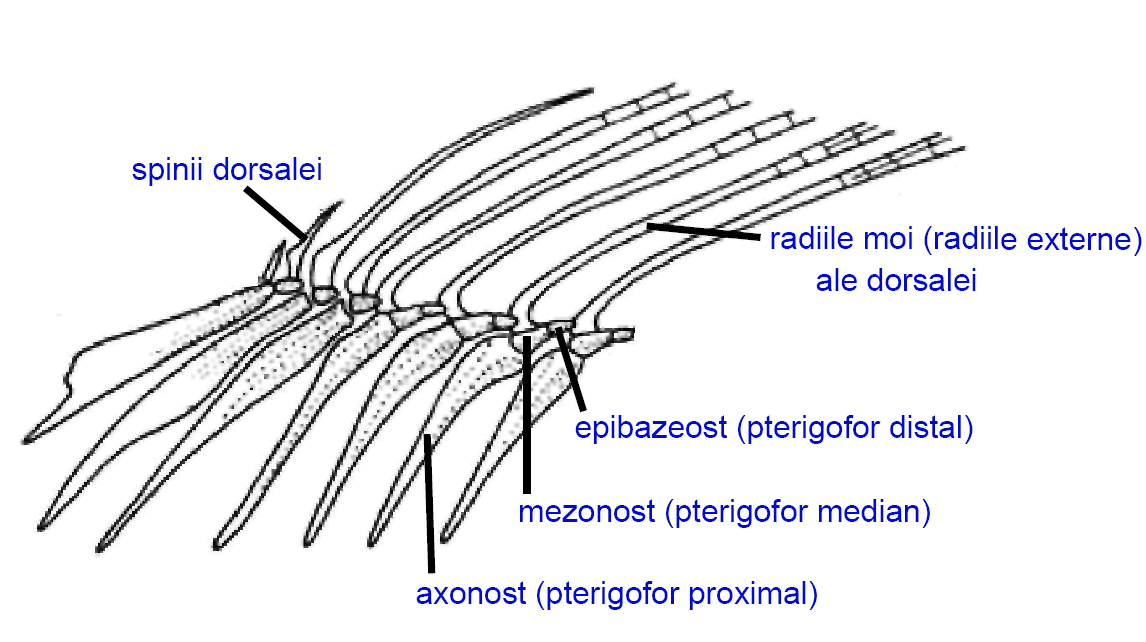
Pterigoforele înotătoarei dorsale
la pești

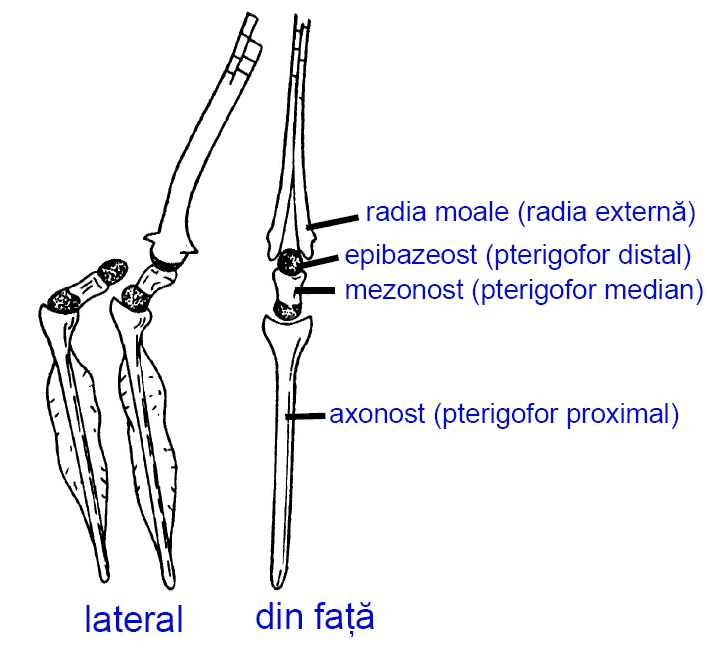
Pterigoforele înotătoarei dorsale la ştiucă (Esox lucius)

Pterigoforele (din greaca pteryx, pteron = aripă, înotătoare + phoros = purtător) sau radiile interne sunt niște lamele scheletice articulate între ele pe care se inseră la pești radiile externe ale înotătoarelor impare și care se sprijină pe arcurile vertebrelor (neurale sau hemale).  

## Descrierea
Pterigoforele (Pterygiophorus) sau radiile interne sunt niște lamele scheletice ascuțite (cartilaginoase sau osoase) articulate între ele pe care se inseră la pești radiile externe ale înotătoarelor impare (dorsală, anală și caudală) și care se sprijină pe arcurile vertebrelor (neurale sau hemale).  Pe pterigofore se inseră mușchii erectori (ridicător) și depresori (coborâtori) ai înotătoarelor. Pterigoforele se plasează între apofizele spinoase ale vertebrelor, cu care uneori se concresc, sau pot fi înfipte în musculatura corpului și atunci poartă numele de oase interspinale. La un număr redus de familii (gadide, pleuronectide, singnatide) are loc o concentrare a înotătoarelor, astfel încât în spațiul dintre două apofize neurale (sau hemale) există câte 2-5 pterigofore.
Un pterigofor constă obișnuit din 3 piese: axonost, bazeost și epibazeost.
- Axonostul (pterigoforul proximal) este situat bazal și este cel mai alungit, în formă de lamă; el se sprijină pe apofizele neurale și hemale ale vertebrelor și alternează cu aceste apofize. La unii pesti axonostul este foarte alungit și se numește bazal (basalia); el poate fuziona cu vertebrele, de ex. la Hippocampus.[1][5]
- Bazeostul sau mezonostul (pterigoforul median) este scurt, cilindric și incomplet osificat; el se articulează cu axonostul și epibazeostul. Bazeostul este absent la mulți pești teleosteeni.[1][5]
- Epibazeostul (pterigoforul distal) este rotunjit și cartilaginos, pe el se articulează radia înotătoarei impare. El este situat între cele două jumătăți ale radiei înotătoarelor. Uneori există o pereche epibazeoaste pentru fiecare radie.[1][5]

Cele 3 elemente (axonostul, bazeostul și epibazeostul) ale pterigoforelor se întâlnesc la numeroși selacieni, acipenseride, Neoceratodus și unii teleosteeni (salmonide, ciprinide, esocide). La majoritatea peștilor, s-au păstrat numai 2 elemente în conformația pterigoforelor; iar la Electrophorus - un singur element. Când există numai 2 pterigofore, acestea sunt denumite pterigoforul proximal și pterigoforul distal. Pterigoforele proximale ale înotătoarei dorsale se numesc pterigofore interspinale sau interneurale, cele ale înotătoarei anale se numesc pterigofore interhemale. Pterigoforele vestigiale  situate înaintea înotătoarei dorsale sunt numite predorsale (sau supraneurale).

## Pterigoforele înotătoarei caudale
Pterigoforele înotătoarei caudale se sprijină pe arcurile neurale și îndeosebi pe cele hemale ale ultimelor vertebre. La înotătoarele caudalele protocerce, pterigoforele caudalei sunt identice cu cele ale înotătoarei dorsale și anale, sprijinindu-se de apofizele neurale și hemale. La înotătoarele caudale heterocerce, pterigoforele din lobul dorsal al caudalei și din partea anterioară a lobului ventral rămân distincte, pe când cele din partea posterioară a lobului ventral sunt contopite cu apofizele hemale.

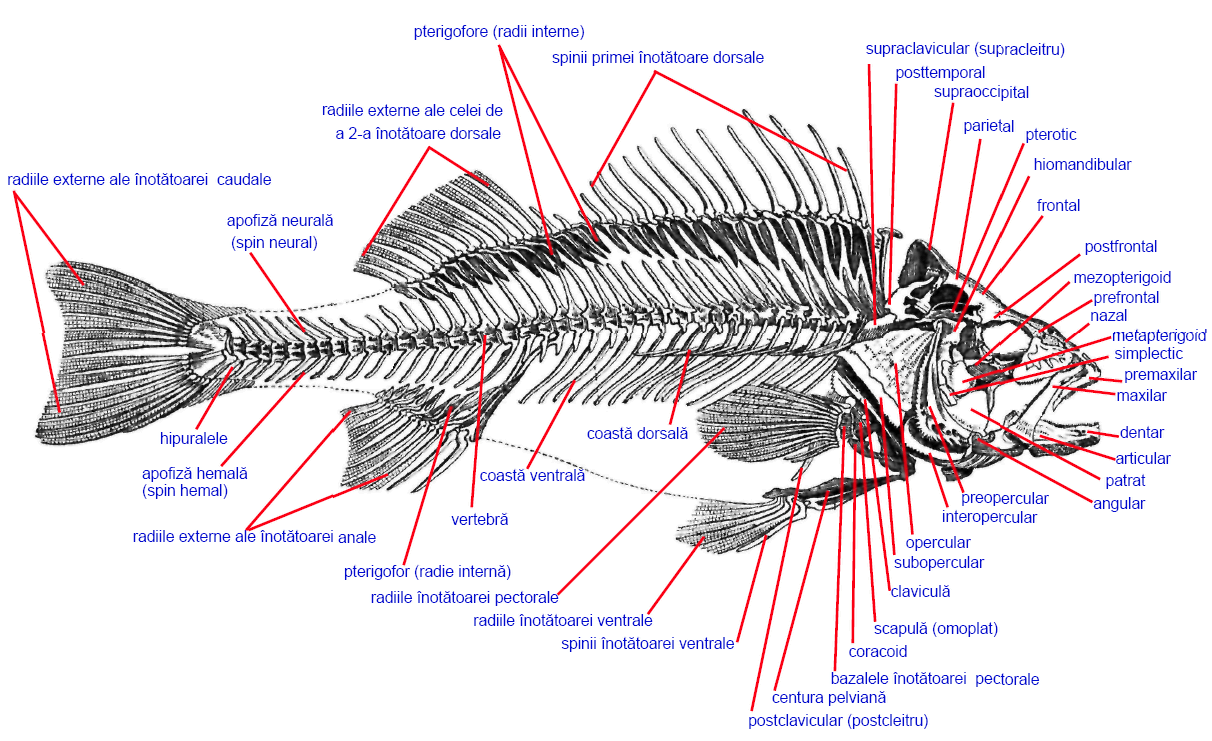
Schelet de biban (Perca fluviatilis)